# Облак, Тея
Тея Облак (словен. Teja Oblak; род. 20 декабря 1990 года, Крань, Словения) — словенская профессиональная баскетболистка, выступающая на позиции разыгрывающего защитника. В настоящее время играет за чешский клуб «ЗВВЗ УСК Прага» и национальную команду Словении.

## Профессиональная карьера

### Клубная
Облак начала карьеру в родном городе, где выступала в течение восьми лет. Выступала в Евролиге за команду «Полковице», затем три года провела в команде «Гуд Энджелс» (Кошице). Сезон 2017/18 провела в венгерском клубе «Атомерому», а затем присоединилась к клубу «Прага». Является одной из двух словенских баскетболисток (вместе с Никой Барич), которые дважды становились чемпионами Евролиги.

### Международная
На международном уровне представляла национальную сборную Словении на женском Евробаскете 2017 года.

## Личная жизнь
Тея Облак приходится старшей сестрой словенскому футболисту, голкиперу национальной сборной Словении Яну Облаку.